# Jugurtia duplicata
Jugurtia duplicata är en stekelart som beskrevs av Richards 1962. Jugurtia duplicata ingår i släktet Jugurtia och familjen Masaridae. Inga underarter finns listade i Catalogue of Life.